# Židovská osadnická policie

Členové Židovské osadnické policie (1933)

Židovská osadnická policie (hebrejsky משטרת היישובים העבריים‎, Mišteret ha-jišuvim ha-ivrim) byla složkou jednotky Notrim, která vznikla v Britském mandátu Palestina v roce 1936 během arabského povstání v letech 1936–39.

## Historie
Na konci roku 1940 měla přibližně 15 000 členů. Na počátku roku 1948 měla přibližně 2 000 mužů.
Spolupracovala s Brity na vytvoření společné britsko-židovské jednotky známé jako Speciální noční oddíly. Těm velel „horlivý křesťanský sionista“, britský důstojník Orde Wingate, který byl do Palestiny vyslán v roce 1936. Speciální noční oddíly bojovaly proti arabským partyzánům, kteří napadli ropovod Irácké ropné společnosti.

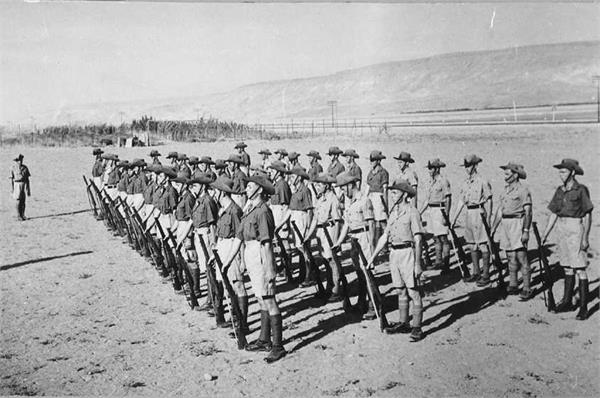
Členové Židovské osadnické policie (1941)

Hagana využívala osadnickou policii jako jako „výcvikové středisko“ a nasadila do ní co nejvíce svých příslušníků: od jejího vzniku do konce roku 1945 jich bylo 13 455. Britské úřady poskytly osadnické policii speciální uniformy, zbraně, lehká nákladní auta a některé kulomety a umožnily jí kontrolovat úseky půdy kolem židovských vesnic a kibuců. Osadnická policie také poskytovala polovojenský výcvik jednotkám Hagany. Osadnická policie tak rozšířila majetek Hagany a pomohla poskytnout právní základ pro většinu jejích aktivit.
Jedním z významných členů byl Ariel Šaron, který se k osadnické policii připojil v roce 1945 a stal se instruktorem. Dalším významným členem byl Jig'al Alon. Oba později působili jako ministři v izraelské vládě, Šaron také jako premiér; Alon byl prozatímním premiérem.